# Opel Rally Team

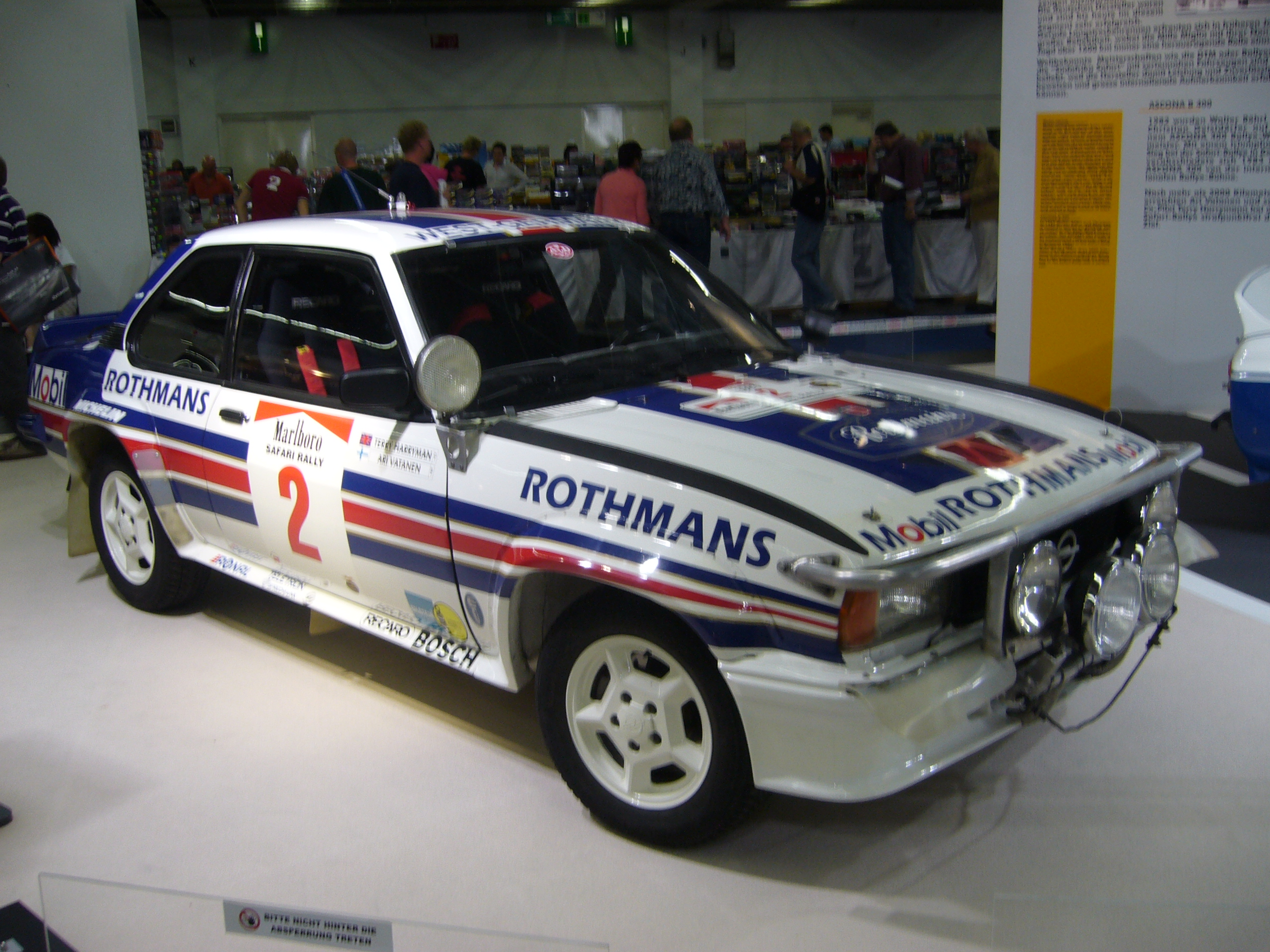
La Opel Ascona 400 che vinse il Safari Rally 1983 con Ari Vatanen

L'Opel Rally Team è stato il reparto corse ufficiale della Opel per le competizioni rallystiche.
Ha partecipato al campionato del mondo rally dal 1982 al 1984 e, dopo due anni di provvisorio ritiro, ancora dal 1987 al 1990, vincendo un titolo piloti e sei gare in tutto. Storico sponsor del team è stata l'azienda di sigarette Rothmans.

## Storia
Negli anni 1980, l'Opel si è impegnata attivamente nelle competizioni di rally, vincendo un mondiale ed essendo tra i pochi costruttori che realizzarono vetture Gruppo B nei soli cinque anni di esistenza del gruppo (dal 1982 al 1986).

## Denominazioni del team
- Rothmans Opel Team (1982)
- Rothmans Opel Rally Team (1983)
- Opel Euro Team (1984)
- GM Euro Sport (1987-1990)

## Vetture
- Opel Kadett GT/E (1976-1980), vettura Gruppo 2, Gruppo 4
- Opel Ascona 400 (1982-1983), vettura Gruppo B
- Opel Manta 400 (1983-1984), vettura Gruppo B
- Opel Kadett GSi (1987-1990), vettura Gruppo A

## Palmarès
- 1 Campionato del mondo piloti (Walter Röhrl nel 1982)
- 4 Campionato europeo rally con Lillebror Nasenius (1966), Walter Röhrl (1974)  Jochi Kleint (1979) e Antonio Fassina (1982)
- 1 Campionato Italiano Rally (1981)

### Vittorie nel mondiale
Prima dell'impegno ufficiale del team, a partire dal 1982, l'Opel aveva ottenuto due successi con sue vetture di scuderie provate, nel 1975 e nel 1980.
| Anno | Rally                      | Pilota         | Vettura         |
| ---- | -------------------------- | -------------- | --------------- |
| 1975 | Rally di Grecia            | Walter Röhrl   | Opel Ascona     |
| 1980 | Rally di Svezia            | Anders Kulläng | Opel Ascona 400 |
| 1982 | Rally di Monte Carlo       | Walter Röhrl   | Opel Ascona 400 |
| 1982 | Rally della Costa d'Avorio | Walter Röhrl   | Opel Ascona 400 |
| 1983 | Safari Rally               | Ari Vatanen    | Opel Ascona 400 |
| 1983 | Tour de France automobile  | Guy Fréquelin  | Opel Ascona 400 |
| 1987 | Rally di Nuova Zelanda     | Josef Haider   | Opel Kadett GSi |